# Бугійська мова
Бугійська мова (самоназва ᨅᨔ ᨕᨘᨁᨗ, basa ugi) — мова бугійців, поширена в південній частині острова Сулавесі, Індонезія, а також серед розрізнених груп бугійців на Малайському архіпелазі. Число носіїв — бл. 4 млн. Назва «бугійська» походить від малайського назви цього народу: Bugis.
Мова використовує традиційну писемність лонтара, спроби латинізації (за зразком інших мов Індонезії) почалися відносно недавно.
Найдавніший пам'ятник — величезний цикл епічних поем «Ла Галіго» (XV століття, найдавніші збережені списки — XVIII століття).

## Географічне поширення

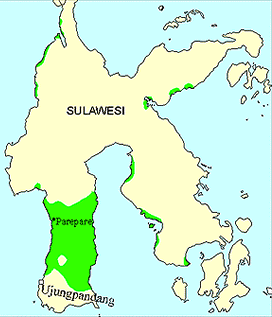
Зеленим кольором позначена територія розповсюдження бугійської мови

## Лінгвістична типологія
Бугійська мова є мовою ергативного ладу. За походженням тісно пов'язана з мовами західної частини Малайського архіпелагу — яванською, мадурською і сунданською. Бугійці мають ряд спільних слів з даними мовами.

## Писемність
Традиційно для бугійської мови використовується писемність лонтара. В наш час[коли?] відбувається процес витіснення традиційної писемності латинським алфавітом.